# Celatoblatta zonata
Celatoblatta zonata är en kackerlacksart som först beskrevs av Karlis Princis 1954.  Celatoblatta zonata ingår i släktet Celatoblatta och familjen storkackerlackor. Inga underarter finns listade i Catalogue of Life.